# 彼女がラブハンター
『彼女がラブハンター』（原題：ナイフ使い オ・スジョン／カールハンター オ・スジョン）は、2007年7月28日から大韓民国のSBSで放送されたテレビドラマ。全16話。
日本では、BS日テレ、サンテレビやTBSなどで放送された。

## ストーリー
学生時代、クイーンと呼ばれモテモテだったスジョンは、デブで冴えないが、司法試験に合格したマンスと結婚を決意。
しかし、結婚式当日、マンスの不合格が発覚すると、あっさり彼を捨ててしまう。
8年後、条件の良い男ばかりを物色し続け、気がつけば34歳の“オールドミス”となっていたスジョン。
そんな彼女の前に、ダイエットに成功し、プロゴルファーとして生まれ変わったマンスが現れる・・・。

## キャスト
- オ・スジョン：オム・ジョンファ
- コ・マンス／カール・コ：オ・ジホ
- チョン・ウタク：カン・ソンジン
- ユク・テスン：パク・タアン
- チョン・スンギュ：ソン・ドンイル
- イ・ヨンエ：アン・ソニョン
- キム・ピルスク：ユ・ヘジョン
- オ・ビョンジク: キム・ガプス
- シム・ウォルド：ユ・ジイン
- チェ・スヒョク：アン・ヨンジュン

## スタッフ
- 演出：パク・ヒョンギ
- 脚本：パク・ヘリョン／パク・ジウン
- 制作：SBS
- 放送時間：土＆日曜日午後9時55分